# Фокер C.VII
Фокер C.VII је извиђачки хидроавион направљен у Холандији. Авион је први пут полетео 1928. године.

## Пројектовање и развој
На захтев холандске морнарице а на основу авиона Фокер C.V, фирма Фокер је развила двоседишни хидроавион за извиђање и обуку  означен као Фокер C.VII-W (W ознака за хидроавион). Авион је био мешовите конструкције двокрилац са крилима различитих размаха, једним ваздухом хлађеним мотором и трупом са два кокпита за пилота и осматрача. Авион је први пут полетео 1928. године.

## Технички опис
Труп је исти као код авиона Фокер C.V.
Погонска група овог авиона чине мотор и дрвена двокрака елиса фиксног корака. Избор мотора који су се уграђивали у овај авион је углавном био: ваздухом хлађен 7-мо цилиндрични радијални мотор Armstrong Siddeley Lynx снаге 168 kW, или 9-то цилиндрични ваздухом хлађен радијални мотор Hispano-Suiza 9 снаге 330 kW.
Крила су иста као код авиона Фокер C.V.
За разлику од авиона Фокер C.V овај авион је имао придужено, повећано кормило правца. То кормило се простирало изнад и испод трупа авиона. Када се авион погледа са задње стране репне површине формирају крст. Конструкција и све остале карактеристике су исте као код авиона Фокер C.V.
Овај авион је уместо класичног фиксног стајног трапа са точковима имао два пловка са каскадом ради лакшег одвајања од водене површине при узлетању.

## Верзије
Мада то нису посебне верзије авиони овог модела се се разликовали само према врсти уграђеног мотора.

## Технички подаци за авионе C.V и C.VII-W
| Величине     | Фокер C.V                          | Фокер C.VII-W                         |
| ------------ | ---------------------------------- | ------------------------------------- |
| посада       | 2                                  | 2                                     |
| разм. крила  | 12,50 m                            | 12,90 m                               |
| дужина       | 9,53 m                             | 9,98 m                                |
| висина       | 3,30 m                             | 4,00 m                                |
| повр. крила  | 28,80 m²                           | 37,00 m²                              |
| маса праз.   | 1.315 kg                           | 1.102 kg                              |
| маса пуног   | 1,915 kg                           | 1,620 kg                              |
| погон        | течношћу хлађен 12-то цил. V-мотор | ваздухом хлађен 7-о цил. радиј. мотор |
| тип          | Hispano-Suiza 12 N                 | Armstrong Siddeley Lynx               |
| снага        | 382 kW (520KS)                     | 168 kW (228KS)                        |
| макс. брзина | 225 km/h                           | 160 km/h                              |
| путна брзина | 185 km/h                           | 130 km/h                              |
| брзина пењ.  |                                    | 136 m/min                             |
| плафон       | 7.000 m                            | 3.600 m                               |
| долет        | 770 km                             | 680 km                                |
| наоружање    | 4 х мит.7,9mm; 200 kg бомби        | 2 х мит.7,9mm; 200 kg бомби           |

## Оперативно коришћење
Авион Фокер  се производио у периоду од 1928. до 1932. године. Укупно је произведено 30 авиона од којих је првих 12 комада испоручено Холандској источној Индији (ХИИ) а других 18 комада је испоручено холандској ратној морнарици која је била стационирана у Европи. Сви авиони Фокер C.VII-W стационирани у Европи до 1940. су потпуно повучени из јединица прве линије. Шест авиона је отписано из различитих разлога у пероду 1938-1939, преосталих 12 је уништено у мају 1940. у ваздухопловној бази Де Мок током Немачке инвазије. Авиони који су се користили у Холандској источној Индији (ХИИ), коришћени су до марта 1942. године, кад је Јапан окупирао Индонезију.
Фокер C.VII-W је коришћен углавном као поморски извиђач далеког долета, патролни приобални авион, као извиђачи за подморнице и авион за обуку. Овај авион се користио и као извиђач лоциран на холандским крстарицама.

## Земље које су користиле авион
- Холандија